# Толстых, Владислав Леонидович
Владисла́в Леони́дович Толсты́х (род. 12 мая 1973, Новосибирск) — российский юрист-международник, лауреат премии имени Ф. Ф. Мартенса (2016).

## Биография
В 1995 году окончил юридический факультет Томского государственного университета, затем в 1997 году аспирантуру там же.
С 2002 года — заведующий кафедрой международного права юридического факультета НГУ, где ведёт занятия по курсам: международное публичное право, международное частное право, международное правосудие, установление и применение иностранного права.
С 2019 года — профессор кафедры международного права МГИМО.
С 2020 года — профессор кафедры международного частного права, научный руководитель Высшей школы права МГЮА

## Научная деятельность
Сфера научных интересов: международные суды, философия международного права, морское право, евразийская интеграция, непризнанные государства, экономическое право, коллизионное регулирование, международные отношения Российской Федерации и её субъектов, рассмотрение споров с участием иностранного элемента.
Автор 10 монографий и более 180 статей по международному праву. Наиболее важные работы: «Международное право» (Проспект, 2018) и «Международные суды и их практика» (Международные отношения, 2015), «Международное частное право: коллизионное регулирование» (СПб., 2004).
Приглашенный профессор Университета г. Триера (Германия, 2007 г.), Киевского университета международных отношений (2011 г.), Университета Париж XIII (Франция, 2012 г., 2015 г.), университета Ан-Наджах (г. Наблус, Палестина, 2018 г.), Евразийского национального университета (г. Астана, Казахстан, 2018).
Стажер Института сравнительного публичного права и международного права им. Макса Планка (г. Гейдельберг, Германия, 2016 г.).
Член Российской ассоциации международного права.
Член редакционных коллегий «Российского юридического журнала», «Московского журнала международного права» и «Казанского журнала международного права».

## Награды
- Премия имени Ф. Ф. Мартенса (2016) — за научную работу «Международные суды и их практика»
- Медаль «20 лет арбитражным судам Российской Федерации» (2012)